# Abapuszta

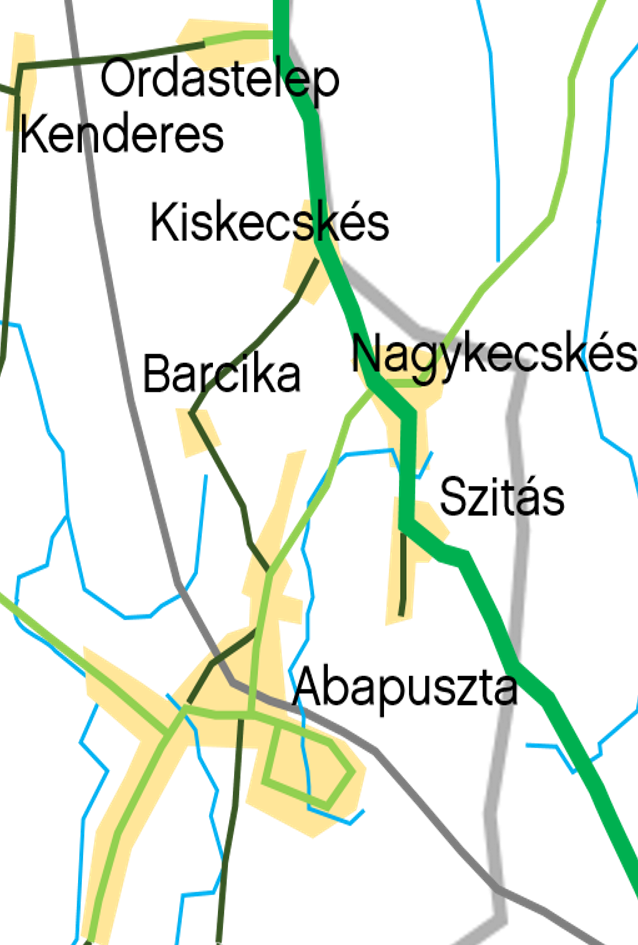
Abapuszta és környéke

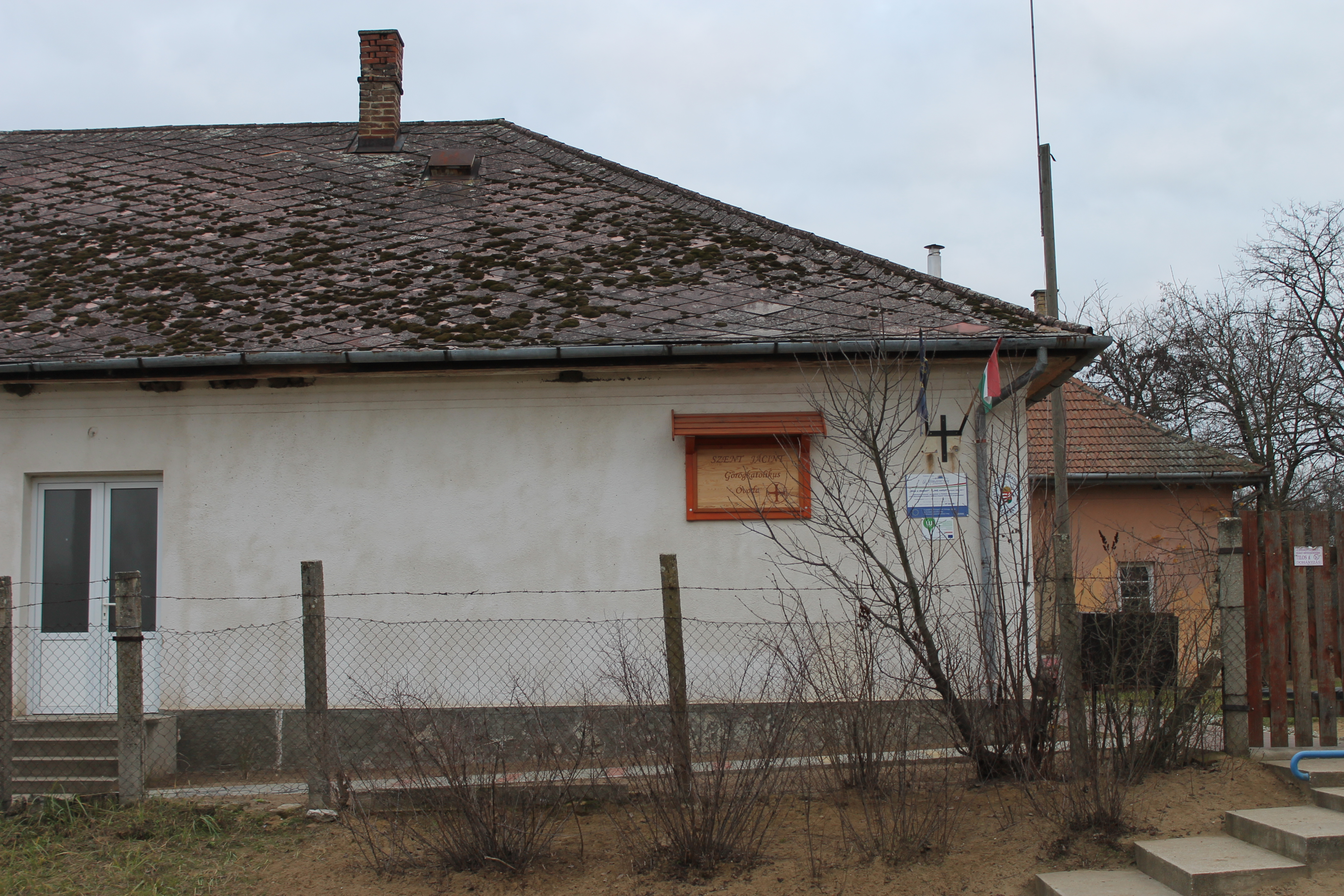
Az abapusztai Szent Jácint Görögkatolikus Óvoda

Abapuszta Balkány városrésze, a Nagykállói járásban, a Balkánytól 7 kilométerre délkeletre helyezkedik el, a 4102-es közút nagykecskési kereszteződésétől 1 kilométerre.

## Története
Abapuszta a középkorban község volt, melyről egy 11. századi oklevél is megemlékezik, mely a Forgách család levéltárában található. 1290-ben említik először, ekkor IV. László király, az utód nélkül elhalt June fia Abád birtokát a Kállay család ősének számító Mihály ispán (comes) fiainak adományozta.
1448-ban a guthi Országh család volt földesura, a családnak még a 15. században is birtokában volt a település, s 1500-as évek közepe táján a környék legnépesebb falvai közé számították. Később egy ideig a Petneházy család tagjainak zálogbirtoka volt. A 19. században a Finta, Gencsy, Guthy, Jósa és Jármy családok voltak birtokosai.
Az 1900-as évek elején a Jármy család birtoka volt. Jármy Ferenc abapusztai gazdasága híres volt a környéken. A Jármy gazdasághoz tartozott Abapusztán kívül Eszeny is. A gazdaság különleges termelési ága volt itt is a dohánytermesztés, hasonlóan Perkedpusztához, valamint elsőrangú magyar fajú szarvasmarhatenyészete is volt. A gazdasághoz a szántóföldeken kívül - melyeken váltó, és hármasforgó művelési módban dolgoztak - szőlő (50 hold), gyümölcsös, legelő és erdő is tartozott, valamint kúria, mely mögött terjedelmes, szépen gondozott park is volt. Később Abapusztát Balkányhoz csatolták, ma pedig Balkány legnépesebb városrésze 290 lakossal.

## Fontosabb helyek
- Görögkatolikus templom
- Egykori állami gazdaság telepe

### Szent Jácint Görögkatolikus Óvoda
1909-ben jött létre az első kisded óvoda mely 1973-tól önálló intézmény. A növekvő igények eredményeképpen 1980-ban bővítették, jelenleg az óvoda 3 egységben, (Balkány–Fő u., Abapuszta, Cibak) 10 csoporttal működő önálló intézmény, ahol 37 szakképzett dolgozó látja el a 270 gyermeket.

## Megközelíthetőség
Abapuszta a 4102-es közút nagykecskési kereszteződésétől 1 kilométerre, a 49136-os közúton helyezkedik el. Béketelep felől 2005 óta aszfaltozott úton érhető el a városrész, továbbá innen lehet megközelíteni a délkeleti tanyavilág szinte összes tanyáját; Barcikát (közigazgatásilag Abapuszta része), Finánc tagot (korábban Felszabadulástelep), Kismogyoróst és Táncsicstelepet. A Szabolcs Volán buszjáratok közül a Nyíregyháza–Nagykálló–Balkány–Nyíradony viszonylaton közlekedő autóbusz Béketelep felől Nagykecskés irányába hagyja el a városrészt. Abapuszta keleti határában húzódik a MÁV 112-es számú vasútvonala, amely Nagykállót köti össze Nyíradonnyal. 2007. március 3-án gazdaságtalanságra és kihasználatlanságra hivatkozva leállították. Az utolsó évben már csak napi két pár vonat közlekedett a 23 km hosszú vonalon.

## Képek

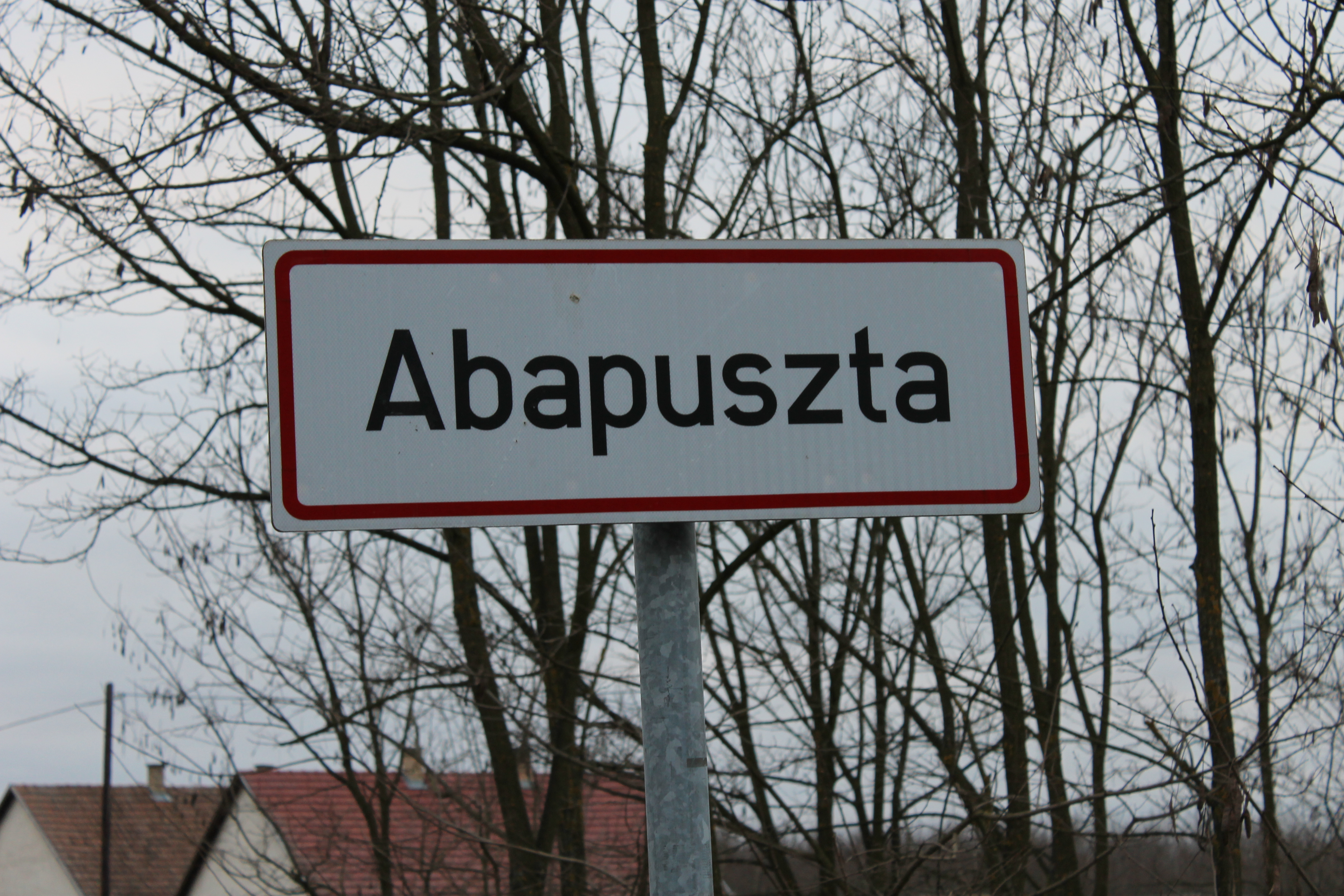
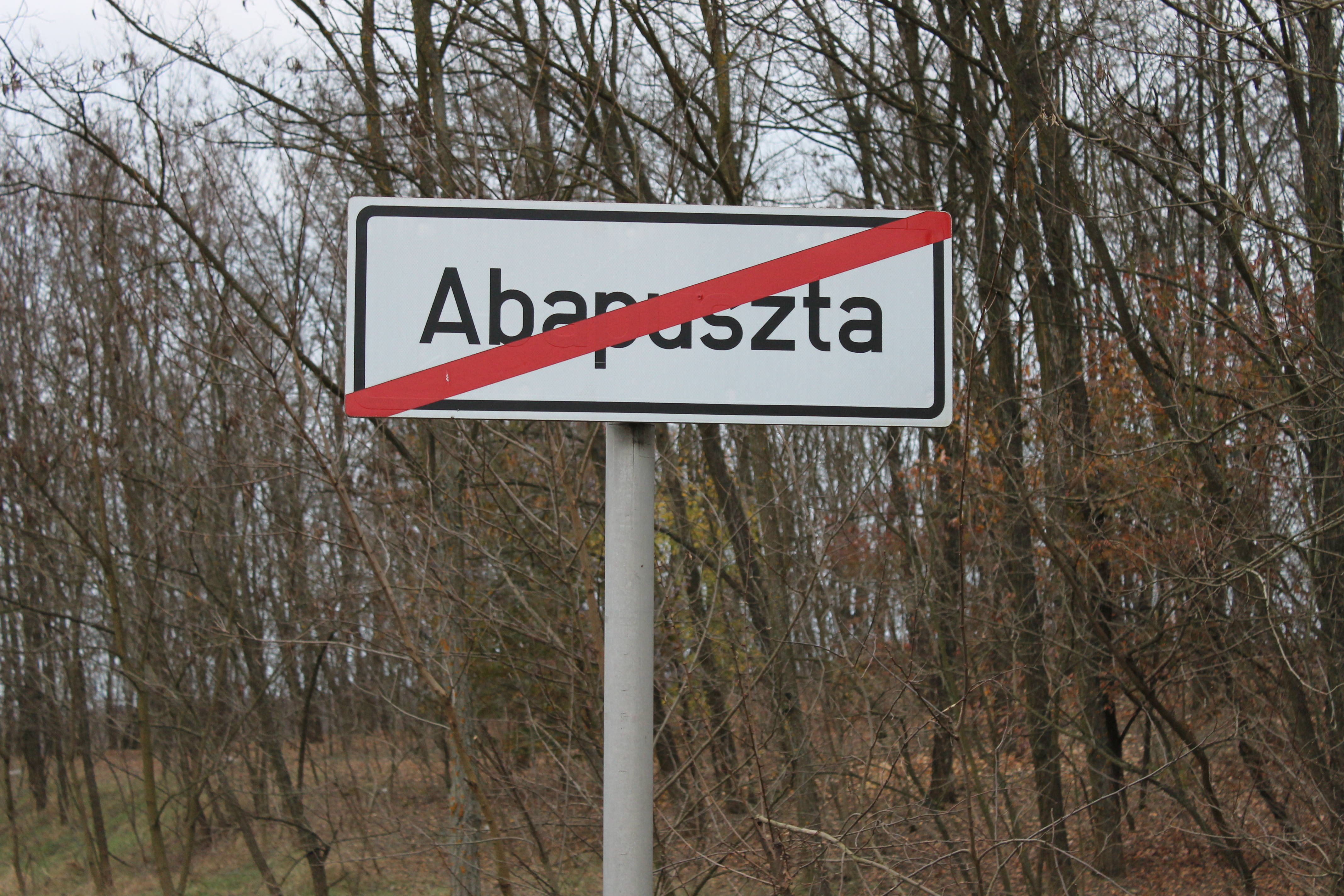
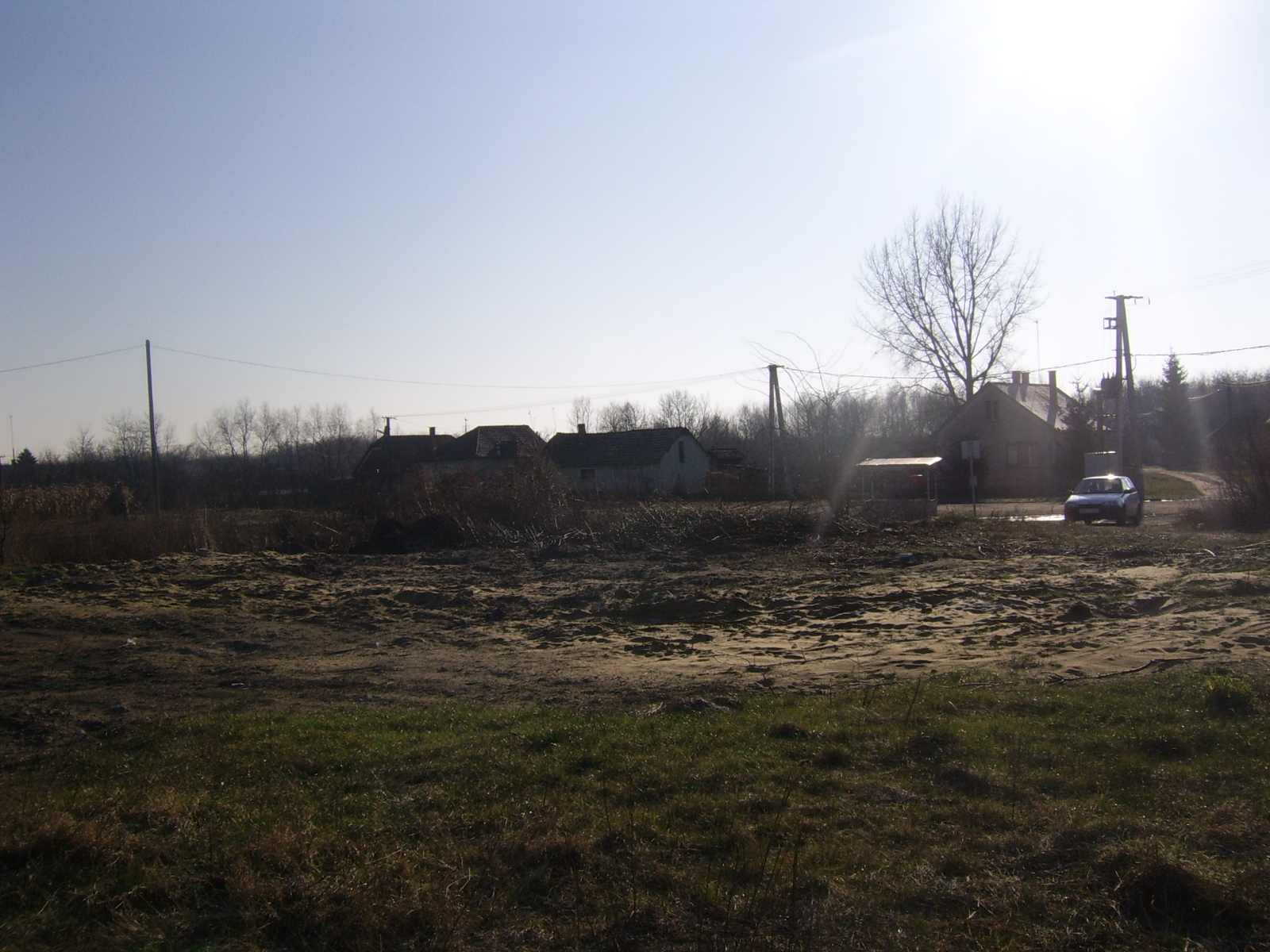
Az egykori vasútállomás épületének a helye